# Bwa jezik
Bwa jezik (boa, boua, bua, kibua, kibwa, libenge, libua, libwali; ISO 639-3: bww), nigersko-kongoanski jezik iz skupine sjeverozapadnih bantua, poskupine Ngombe (C.50). Govori ga 200 000 ljudi u Demokratskoj Republici Kongo u provinciji Orientale, sa središtem u Buti.
Ima više dijalekata: leboa-le, yewu, kiba, benge i bati (baati). Različit je od jezika bua [bub] iz Čada. Pismo: latinica.

## Vanjske poveznice
- Ethnologue (14th)
- Ethnologue (15th)